# Hradiště (berg i Tjeckien, Karlovy Vary, lat 50,22, long 13,13)
Hradiště är ett berg i Tjeckien.   Det ligger i regionen Karlovy Vary, i den västra delen av landet, 90 km väster om huvudstaden Prag. Toppen på Hradiště är 934 meter över havet, eller 117 meter över den omgivande terrängen. Bredden vid basen är 2,5 km.
Terrängen runt Hradiště är huvudsakligen kuperad, men den allra närmaste omgivningen är platt. Runt Hradiště är det glesbefolkat, med 20 invånare per kvadratkilometer. Närmaste större samhälle är Karlovy Vary, 18,2 km väster om Hradiště. Omgivningarna runt Hradiště är en mosaik av jordbruksmark och naturlig växtlighet.